# Дзвінкий м'якопіднебінний апроксимант
М’якопіднебінний (задньопіднебінний, велярний) апроксимант — тип приголосного звука, що існує в деяких людських мовах. Символ Міжнародного фонетичного алфавіту для цього звука — ɰ, а відповідний символ X-SAMPA — M\.
Символ МФА [ɣ], який звичайно позначає дзвінкий м’якопіднебінний фрикативний, часто також уживається для цього звука (з діакритиком нижчої артикуляції [ɣ˕], якщо потрібна точність.)

## Властивості
Властивості м’якопіднебінного апроксиманта:
- Тип фонації — дзвінка, тобто голосові зв’язки вібрують від час вимови.
- Спосіб творення — апроксимант, тобто один артикулятор наближається до іншого, утворюючи щілину, але недостатньо вузьку для спричинення турбулентності.
- Місце творення — м’якопіднебінне, тобто він артикулюється задньою спинкою язика на м’якому піднебінні.
- Це ротовий приголосний, тобто повітря виходить крізь рот.
- Це центральний приголосний, тобто повітря проходить над центральною частиною язика, а не по боках.
- Механізм передачі повітря — егресивний легеневий, тобто під час артикуляції повітря виштовхується крізь голосовий тракт з легенів, а не з гортані, чи з рота.